# Debdieba

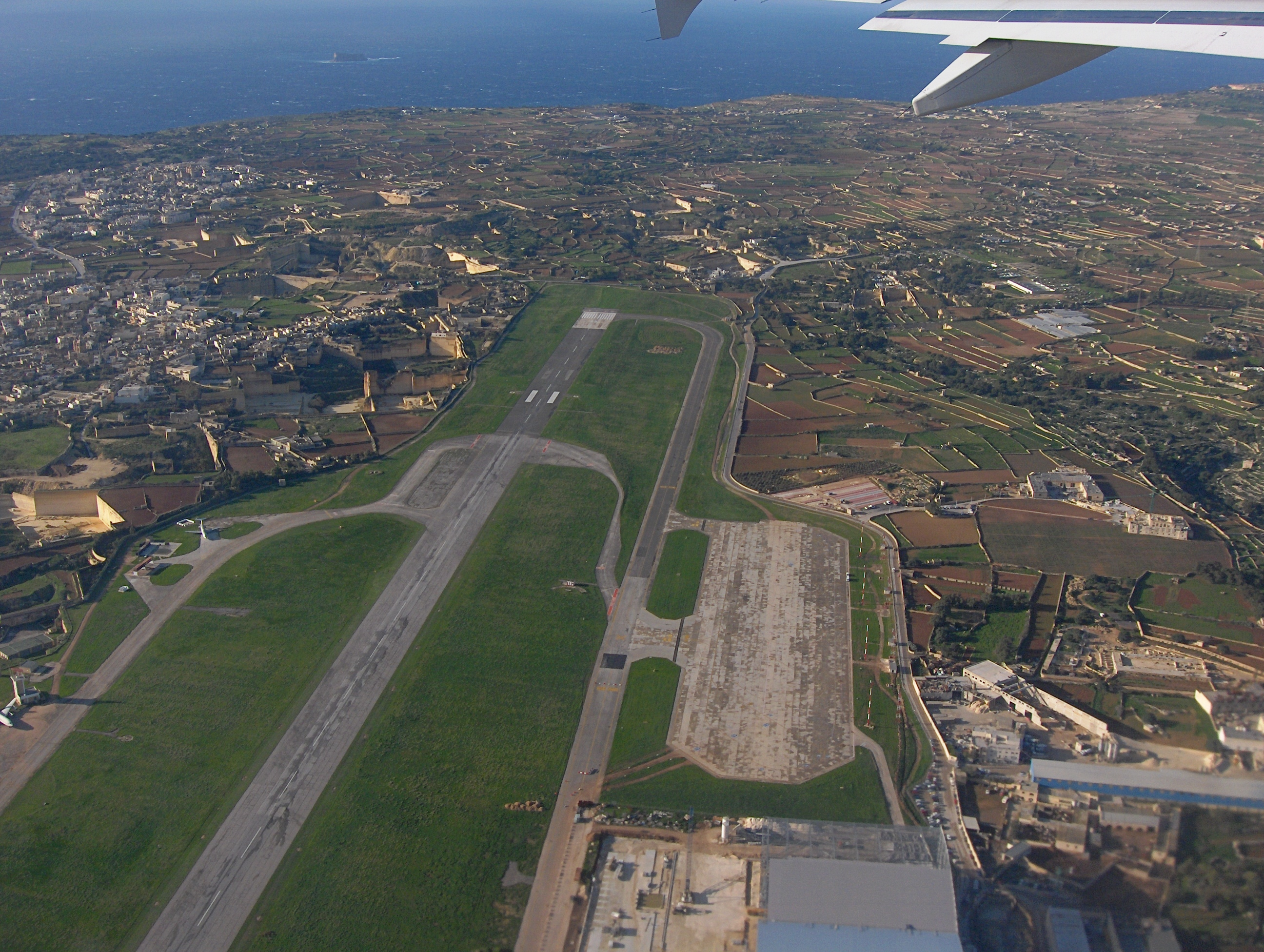
Droga startowa nr 23 portu lotniczego na Malcie, pod którą znajdują się zasypane pozostałości świątyni (2008).

Debdieba (malt. Id-Debdieba) – megalityczna świątynia w miejscowości Luqa na Malcie, datowana na około 3000–2500 p.n.e. 
Po raz pierwszy została odkopana przez Thomasa Asby’ego ze wskazania Themi Zammita w 1914. Chociaż większość pozostałości została zniszczona, podczas wykopalisk znaleziono kilka fragmentów ceramiki. Większość terenu z pozostałościami świątyni została zasypana w latach 60. i 70. XX wieku w związku z rozbudową drogi startowej lotniska Luqa. Podczas budowy przez firmę Lufthansa Technik w 2007 nowego hangaru podniesiono kwestię, czy budowa ta nie naruszy archeologicznych pozostałości świątyni.
Maltańska nazwa miejsca id-Debdieba tłumaczy się jako „miejsce echa”, ponieważ okrzyk w jego pobliżu powodował echo. Najprawdopodobniej było to spowodowane dwoma wzgórzami otaczającymi ten teren.